# Сердюченко, Николай Сергеевич
Николай Сергеевич Сердюченко (1950—2024) — советский и белорусский учёный в области травматологии и ортопедии, доктор медицинских наук (2003), профессор (2009), член-корреспондент НАН Беларуси (2017), академик-секретарь Отделения медицинских наук (2014—2022).
Родился 02.08.1950 в с. Богдановка Прилукского района Черниговской области Украинской ССР.
Окончил Минский государственный медицинский институт (1975).
- 1975—1976 врач-интерн Гомельской первой областной больницы.
- 1976—1999 врач-травматолог, заведующий отделением, заместитель главного врача 6-й городской клинической больницы г. Минска.
- С 1999 — ведущий научный сотрудник Центральной научно-исследовательской лаборатории Белорусского государственного медицинского университета.
- 2002—2012 — главный врач 1-й городской клинической больницы г. Минска.

Одновременно в 2006—2011 гг. — профессор кафедры общественного здоровья и здравоохранения Белорусской медицинской академии последипломного образования.
С 2014 г. — академик-секретарь Отделения медицинских наук НАН Беларуси.
В 2012—2017 гг. — главный редактор журнала «Медицина».
Экспериментально обосновал и реализовал в медицинской практике клинико-физиологические аспекты применения лазерного излучения низкой интенсивности различного спектрального диапазона. Разработал первую в СССР лазерную многоцветную терапевтическую установку, внедрил в практику способы лазерной терапии при заболеваниях органов опорно-двигательного аппарата, предложил новые методы профилактики и лечения остеопороза.
Автор более 140 научных трудов, в том числе 3 монографий, 8 авторских свидетельств, 11 инструкций по применению.
Умер 17 декабря 2024 года.
Сочинения:
- Комбинированная лазерная и сочетанная магнитолазерная терапия остеоартроза : Метод. рекомендации / М-во здравоохранения Респ. Беларусь; [Сердюченко Н. С. и др.]. — Минск : Мин. гос. мед. ин-т, 2000. — 19 с.; 21 см.
- Терапевтическая эффективность низкоинтенсивного лазерного излучения / А. С. Крюк, В. А. Мостовников, И. В. Хохлов, Н. С. Сердюченко; АН БССР, Ин-т физики, Мин. гос. мед. ин-т. — Минск : Наука и техника, 1986. — 231 с., [8] л. ил. : ил.; 23 см.
- Заживление переломов костей: экспериментальные и клинические исследования. Минск, 1994 (в соавт.).
- Общественное здоровье и здравоохранение : в 2 ч. Минск, 2014.
- Использование низкоинтенсивного лазерного излучения в комплексном лечении внутрисуставных переломов мыщелков большеберцовой кости : Метод. рекомендации / М-во здравоохранения Респ. Беларусь; [Сердюченко Н. С. и др.]. — Минск : Минск. гос. мед. ин-т, 2001. — 15, [1] с.; 20 см.